# Gare de Tanahabang
La gare de Tanahabang (THB) est une gare ferroviaire située à Kampung Bali, Tanah Abang, Jakarta. Elle est située à l’est du canal West Flood . La gare et le canal ne sont séparés que par une petite digue étroite, si bien que la gare est exposée aux inondations, en particulier pendant la saison des pluies abondantes.

## Situation ferroviaire
La gare de Tanahabang sert de terminus à la ligne de banlieue KA Tanah Abang – Rangkasbitung. Auparavant, il desservait certains services interurbains, mais après l’ouverture de la gare de Rangkasbitung, tous les services de trains locaux à destination de Merak utilisent la gare de Rangkasbitung ; les services de trains locaux ne s’arrêtent donc plus à la gare de Tanah Abang.
Cette gare, ainsi que la gare de Duri, servent de correspondance pour les trains en direction de Tangerang du Sud et de Tangerang, respectivement. Comme les navetteurs de ces deux villes satellites doivent changer de train ici avant d’aller ailleurs à Jakarta, ces deux gares ont tendance à être encombrées surtout aux heures de pointe.
Le dépôt de locomotives de Tanah Abang est situé au nord de la gare.

## Service des voyageurs

### Intermodalité
- APTB Transjakarta APTB 07A à Bekasi (via Kebon Sirih - Corridor 1 - Corridor 9 - Jatibening - Bekasi Barat)
- APTB Transjakarta APTB 07B à Bekasi (via Kebon Sirih - Corridor 1 - Corridor 9 - Jatibening - Bekasi Timur)

## À proximité
- Musée du textile (Jakarta)
- Marché de textiles de Tanah Abang

## Galerie de photographies

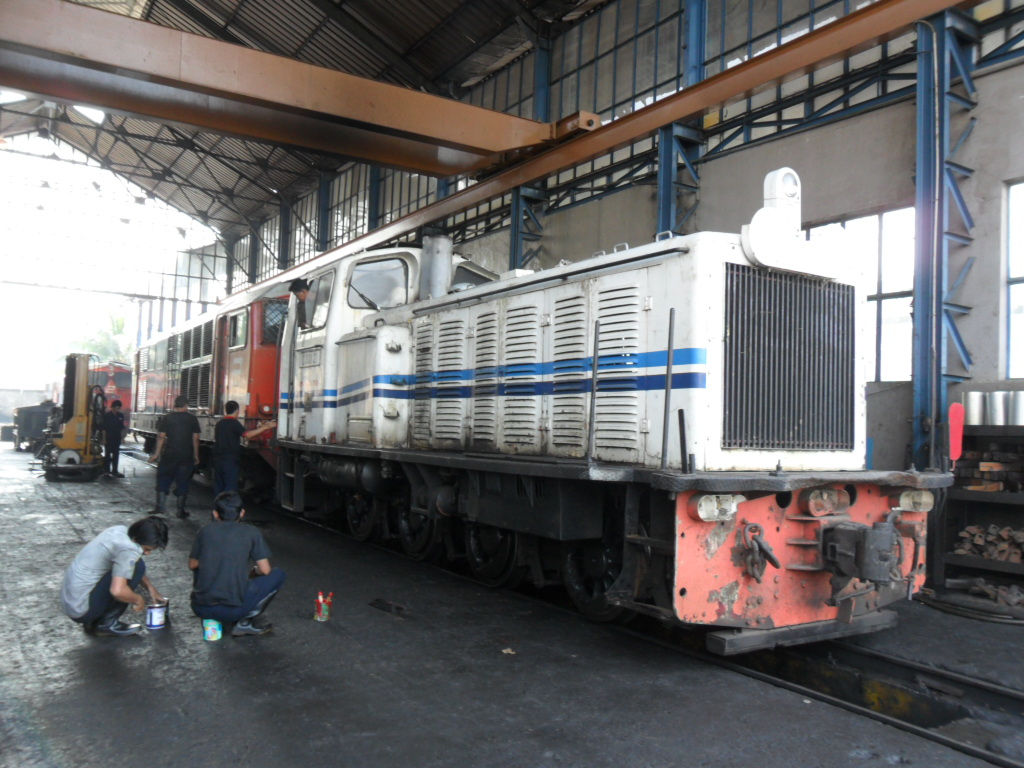
Une locomotive diesel hydraulique, au dépôt de Tanahabang.
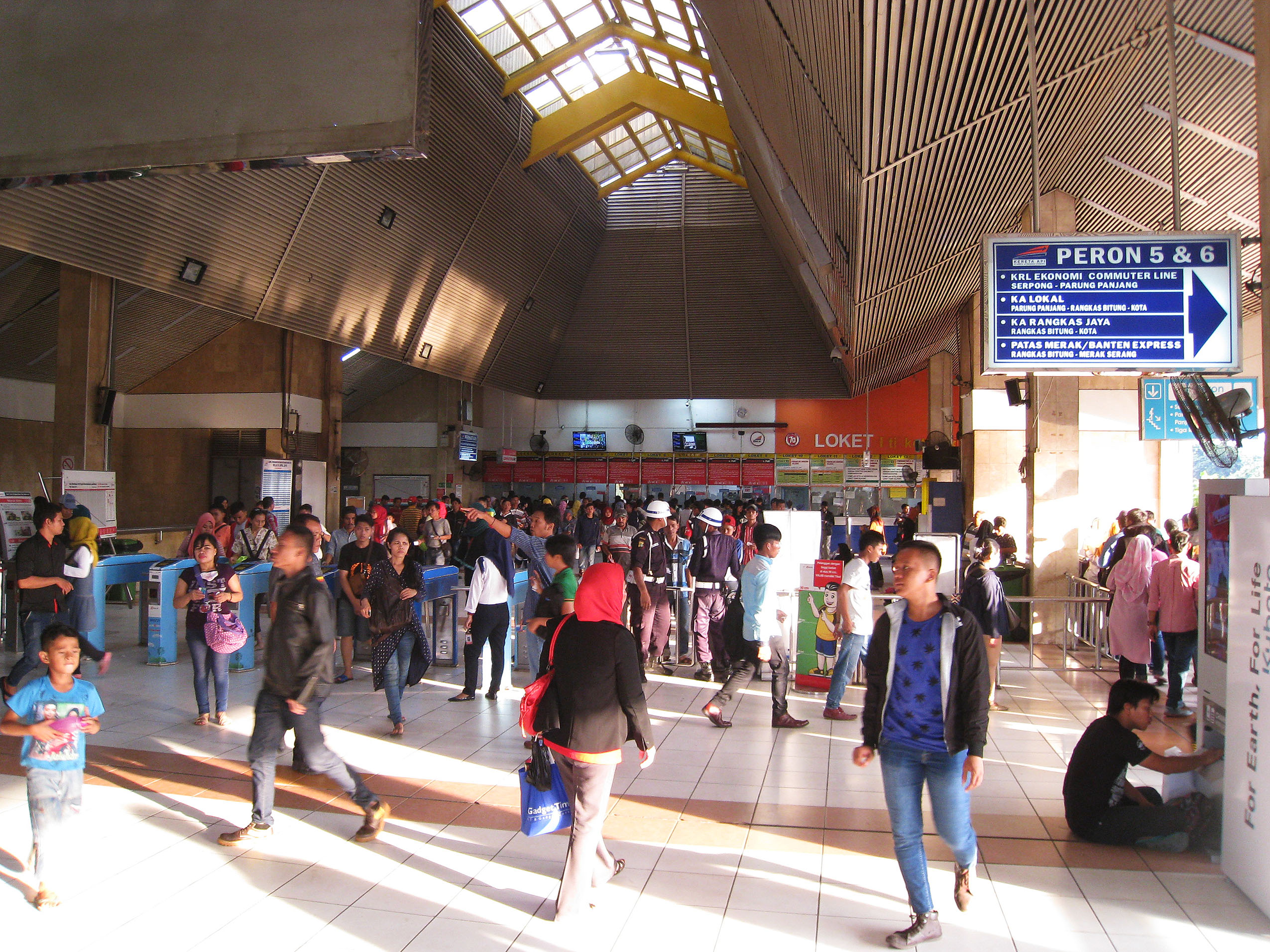
Un quai de la gare.